# 崔汉衡
崔汉衡（?—?），唐朝政治人物。

## 生平
大历六年，拜检校礼部员外郎为和蕃副使，首次出使吐蕃，时为副使。建中二年三月，官万年县令，後为殿中少监，第二次出使吐蕃。建中四年（783年），與陇右节度使张镒、幕府齐映、齐抗、计会使于頔、樊泽、入蕃使判官常鲁在清水县，与吐蕃大相尚结赞、大将论悉颊藏、论臧热、论利陀、论力徐会盟，厘定两国边界：“唐地泾州右尽弹筝峡，陇州右极清水，凤州西尽同谷，剑南尽西山、大度水。吐蕃守镇兰、渭、原、会，西临洮，东成州，抵剑南西磨些诸蛮、大度水之西南。尽大河北自新泉军抵大碛，南极贺兰橐它岭，其间为闲田。二国所弃戍地毋增兵，毋创城堡，毋耕边田。”
有女为宰相刘从一继室，808年卒。

## 家族

### 五代祖
- 崔士谦，后周陈、郑等十四州大总管[2]

### 曾祖
- 崔孝祐，邡州司马[2]

### 祖父
- 崔思安，梓州玄武县主簿，赠宣州刺史[2]

### 父亲
- 崔倢，遂州长江县尉，赠刑部尚书[2]

### 夫人
- 吴郡张氏，封丘县县尉张从长之女[2]

### 子女
- 崔助，将仕郎、守郑州司功[2]
- 崔勱，宣义郎、守少府监丞[2]
- 崔勖，乡贡明经[2]
- 崔氏，嫁广平刘从一[2]

## 延伸阅读
[在维基数据编辑]
 《舊唐書·卷122》，出自刘昫《舊唐書》
 《新唐書·卷143》，出自《新唐書》